# Lekåsa kyrka
Lekåsa kyrka är en kyrkobyggnad i den sydöstra delen av Essunga kommun. Den tillhör sedan 2019 Essunga församling (tidigare Lekåsa-Barne Åsaka församling) i Skara stift.

## Tillkomst och ombyggnader
En tidigare kyrka av gråsten var sannolikt av medeltida ursprung. Nuvarande stenkyrka uppfördes åren 1860-1861 efter ritningar av arkitekt Johan Fredrik Åbom vid Överintendentsämbetet i en blandning av empir och nystilar. Kyrkan eldhärjades 1942, så att endast murarna återstod. 

## Kyrkobyggnaden
Den återuppbyggdes 1943-1944 på de gamla murarna efter ritningar av arkitekt Evert Milles. En helt ny inredning bekostades av gåvor. Kyrkan består av långhus med tresidigt kor i öster och smalare torn i väster. Norr om koret finns en vidbyggd sakristia. Långhuset har ett sadeltak som är valmat över koret. Även sakristian har ett valmat sadeltak. Taken på långhus och sakristia täcks av enkupigt lertegel. Tornet har en flack fyrsidig huv med åttakantig lanternin med spetsig spira som kröns med kopparkors på kula. Torntaket är klätt med kopparplåt. Ytterväggarna är spritputsade och svagt färgade i beige. År 1954 lades ett nytt golv in och 1975 renoverades exteriören och putsen lagades då och även 2000. Interiören i klssicistisk stil är tämligen orörd.

## Inventarier

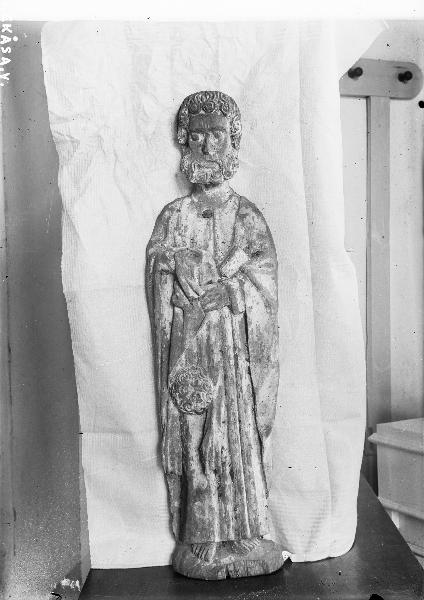
Träskulptur Sankt Bartolomeus.

- Dopfunten är svarvad av ek och målad med grön lasyr.
- Två träskulpturer från altarskåp från slutet av 1400-talet: Sankt Bartolomeus och Madonnan med barnet.
- Predikstolen med rund korg och runt ljudtak har trappa åt öster.
- Altaruppsatsen består av en flerfärgad trärelief, skuren av Axel Wallenberg i Stockholm. Reliefens motiv är "Kommen till mig alla ni som arbetar". (Matteus 11:28). På reliefens krön finns en list av skurna och förgyllda veteax.

### Orgel
En tidigare orgel, tillverkad 1892 av Liareds orgelbyggeri ersattes 1944 med ett pneumatiskt instrument byggt av Harald Lindegren. Orgeln har elva stämmor fördelade på två manualer och pedal och har en delvis ljudande fasad.